# 効果線
効果線（こうかせん）は、漫画の画面に表現効果などを付与する描線。
主に人物の感情や雰囲気、動きを表現するために描かれる。カケアミやナワナワなど色々な種類があるが、漫画家によって呼び方が違う場合もある。

## 主な効果線
カケアミ
網目模様を角度を変えて並べるもので、網目の密度を変えることでグラデーションにすることも出来る。
ナワナワ
グルグル・ボルテックスとも呼ばれる。フリーハンドで平行線を引き、わずかに角度を変えることを繰り返す。カケアミ同様に線の密度を変えることでグラデーションにも出来る。
おどろ
ナワナワの応用で、異様な雰囲気や恐怖感を表現する。
たれ線
背景や顔に垂れるように描かれる縦線で、落ち込んだ様子などを表現する。
点描
美術技法の点描と言葉は同じだが、漫画は一般的にインク一色で行なう。主線の代わりに使われる場合もある。
スピード線
車や人物などが動いている様子を表現する。流線とも。
集中線

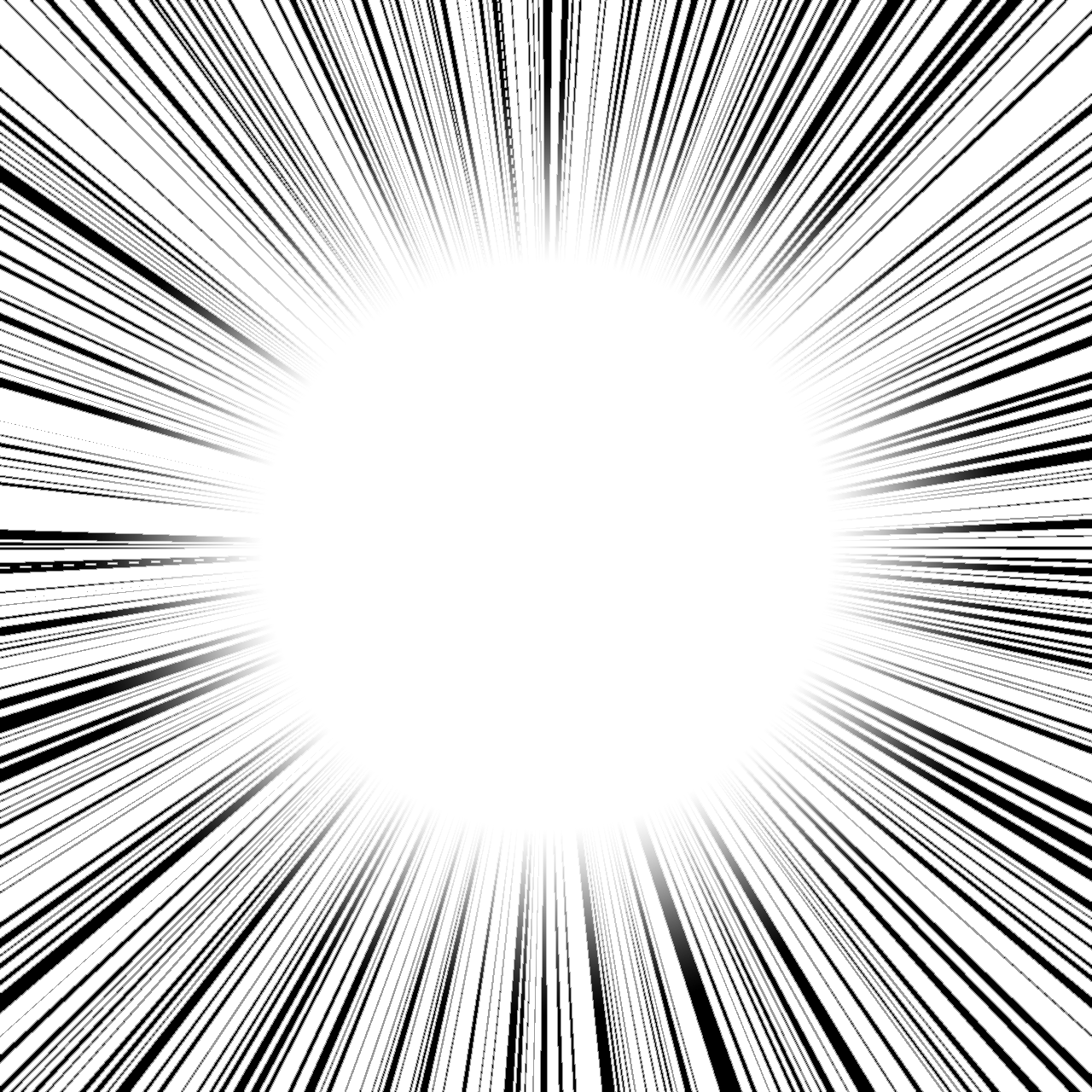
集中線の例

画面の一点に向かって周囲から線を描くことで動きや驚愕などを表現する。